# Comandanta Ramona
La Comandanta Ramona (Chiapas, 1959 – San Cristóbal de las Casas, 6 de gener de 2006) va ser una dona indígena tzotzil i comandanta de l'Exèrcit Zapatista d'Alliberament Nacional (EZLN) de Chiapas, Mèxic, que va morir el 6 de gener de 2006 a causa d'un càncer de ronyó. El terme "comandanta", si bé no era usat en castellà, sí era el nom del seu càrrec a l'EZLN per a referir-se a ella en particular.
Va ser una de les representants més destacades de l'EZLN durant els primers anys de vida pública del moviment. El grup musical chicano Quetzal de Los Angeles va gravar el tema Todos somos Ramona en homenatge.

## Participacions destacades
El 1993, la Comandanta Ramona i la Major Ana María van consultar àmpliament a les comunitats indígenes neozapatistas sobre l'explotació de les dones, i seguidament van redactar la Llei Revolucionària de Dones la qual es va aprovar 8 de març d'aquell mateix any.
Durant l'aixecament zapatista va ser l'encarregada de dirigir des del punt de vista estratègic la presa de San Cristóbal de las Casas l'1 de gener de 1994. Va participar en els Diàlegs de San Andrés, i va ser la primera representant zapatista a arribar a Ciutat de Mèxic el 1996.

## Càncer
Ja des de 1994 havia batallat amb el càncer de ronyó, i poc després de la seva aparició a la plaça principal de Ciutat de Mèxic davant desenes de milers de simpatitzants el 1996, Ramona va rebre un reeixit trasplantament de ronyó del seu germà. Gràcies a aquest procediment, que va ser possible per una extensa campanya de recol·lecció de fons, Ramona va poder estendre la seva vida deu anys més.

## Decés
L'última vegada que va aparèixer en públic va ser durant les reunions preparatòries de La Otra Campaña, el 16 de setembre de 2005, al Caracol de La Garrucha. Amb motiu de la seva mort, el Subcomandant Marcos va suspendre les activitats de La Otra Campaña durant diversos dies per assistir al seu funeral.